# 沃香槟
沃香槟（法語：Vaux-Champagne，法語發音：[vo ʃɑ̃paɲ]）是法国阿登省的一个市镇，属于武济耶区。

## 地理
沃香槟（49°26'35"N, 4°33'21"E）面积10.78 平方千米，位于法国大東部大區阿登省，该省份为法国北部内陆省份，西接埃纳省，南至马恩省，东临默兹省，北与比利时接壤。
与沃香槟接壤的市镇（或旧市镇、城区）包括：阿蒂尼、库洛姆和马尔克尼、日夫里、波夫尔、圣沃堡、索尔斯尚珀努瓦斯。
沃香槟的时区为UTC+01:00、UTC+02:00（夏令时）。

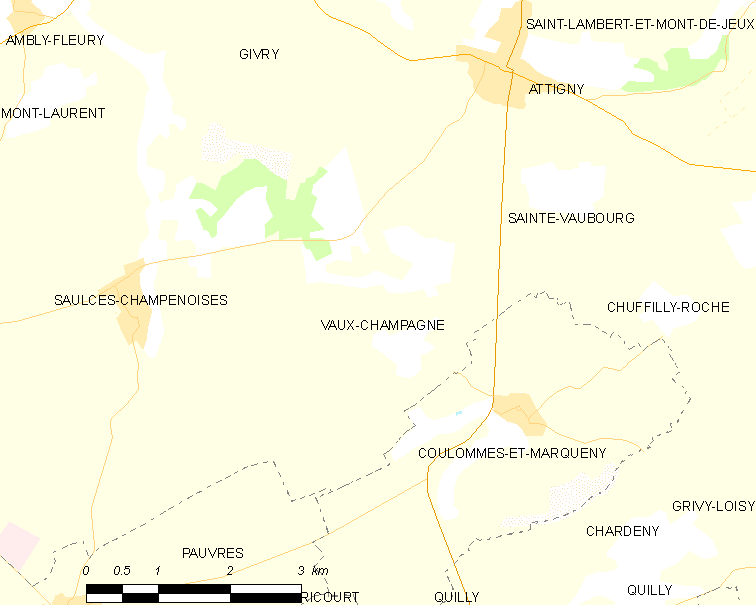
沃香槟的OSM定位图

## 行政
沃香槟的邮政编码为08130，INSEE市镇编码为08462。

## 政治
沃香槟所属的省级选区为阿蒂尼县。

## 人口

1962-2008年间沃香槟人口变化图示

沃香槟于2022年1月1日时的人口数量为141人。